# Martti Paalanen
Martti Rafael Paalanen, född 11 november 1887 i Tammerfors, död 28 februari 1961 i Helsingfors, var en finländsk arkitekt.
Paalanen, som utexaminerades 1915, innehade till en början gemensam byrå tillsammans med brodern Elias Paalanen (1884–1967) och egen praktik från och med 1923. Han tjänstgjorde 1923–1928 som arkitekt vid socialministeriet och 1934–1937 som disponent för statens byggnader i Helsingfors.
Bland hans verk kan nämnas skyddskårens befälsbyggnad i Tusby (1934) och Varkaus kyrka (1939), prästgård och församlingshem.